# Felix Hoppe-Seyler
Ernst Felix Immanuel Hoppe-Seyler (26 de desembre del 1825 – 10 d'agost del 1895), fou un fisiòleg i químic alemany, el principal fundador de dues disciplines científiques: la bioquímica i la biologia molecular. Va fer importants aportacions en la descripció de l'hemoglobina i la lecitina. El seu treball va obrir camins d'investigació que els seus estudiants van ampliar, com Paul Ehrlich, que es dedicà a la immnunologia. Altres col·laboradors seus van ser: Friedrich Miescher i Albrecht Kossel.

## Orígens i educació
Felix Hoppe, era fill del superintendent de Friburg Ernst Hoppe i de la seva esposa Friederike Nietzsch. Havent perdut els pares de molt jove, va créixer com a orfe a casa de la seva germana gran Klara, que estava casada amb el pastor Georg Seyler, fill del farmacèutic Abel Seyler i net del director de teatre també anomenat Abel Seyler. Fou adoptat per Seyler el 1864 i va afegir amb gratitud el seu cognom al del seu pare Hoppe-Seyler.
Hoppe començà estudis de medicina el 1846 en la Universitat de Halle, continuà a la de Leipzig, la de Berlin, la de Praga i la de Universitat de Viena. El 15 de novembre del 1850 va presentar la seva tesi a Berlín, que va titular Sobre l'estructura del cartílag i en especial el relacionat amb el còndil amb la qual va assolir el grau de doctor en medicina.

## Vida laboral
Treballà com a metge entre el 1852 i el 1854, i alhora s'ocupà d'investigacions fisiològiques, químiques i mèdiques. El 1854 fou contractat com a preparador de disseccions al clínic de la Universitat de Greifswald. El 1856 fou assistent de Rudolf Virchow en l'Institut de Patologia de la Universitat de Berlín, on el 1860 fou acceptat com a professor extraordinari, és a dir, sense càtedra pròpia. El 1858 es casà amb Agnes Franziska Maria Borstein.
Hoppe-Seyler fou des del 1861 professor de química aplicada en la Universitat Eberhard Karls de Tübingen i des del 1872 professor titular de química fisiològica a la Universitat d'Estrasburg. Entre els seus nombrosos estudis va investigar: la sang, el pus, la bilis, la producció de llet i l'orina. També va fer importants investigacions sobre la clorofil·la. A l'edat de 69 va morir a causa d'un ictus cerebral quan estava a la seva casa de Wasserburg, a la vora del llac de Constança.

## Transcendència
Hoppe-Seyler és considerat un dels fundadors de la bioquímica o química fisiològica, i de la biologia molecular. Va continuar la investigació de Hünefeld que el 1840 havia afirmat que hi havia una proteïna responsable del transport d'oxigen en sang; el 1850 Otto Funke va poder cristal·litzar aquesta proteïna en sang animal barrejant-la amb aigua i etanol, que després va evaporar lentament. El 1866 Hoppe-Seyer va descobrir l'oxidació reversible del pigment sanguini i, per tant, la seva funció en el cos com a transportador de l'oxigen. Li va posar el nom hemoglobina. El 1869, el seu alumne Friedrich Miescher va descobrir els àcids nucleics, mentre treballava en l'equip de Hoppe-Seyler a Tübingen.
Va publicar treballs en què descrivia per primera vegada algunes proteïnes. Fou el primer científic que va aïllar la lecitina i en descriure la seva composició. Hoppe-Seyler creà el 1877 el Diari de Química Fisiològica, que actualment es diu Biological Chemistry i es publica en anglès per l'editorial Walter de Gruyter.
Va tenir molts estudiants estrangers a més dels alemanys, entre els quals és conegut Hans Thierfelder.
L'Associació Alemanya de Química Clínica i Medicina de Laboratori ha posat el seu nom a un guardó, el Premi Felix Hoppe-Seyler per les fites científiques assolides i serveis en el camp de la química clínica i la medicina de laboratori.
El 2015, en les instal·lacions de l'antiga cuina del castell de Hohentübingen, es va crear una sala-museu dedicada a Hoppe-Seyer i el bressol de la bioquímica, exposició organitzada per la Universitat de Tübingen. Se centra en el descobriment de l'hemoglobina i en el treball de Miescher en relació als àcids nucleics.